# Het zwaard van de waarheid
Het zwaard van de waarheid is het eerste deel van de fantasy-serie De wetten van de magie, geschreven door Terry Goodkind. Deze serie gaat over Richard Cypher en zijn strijd tegen het kwaad. De oorspronkelijke titel van het boek is The Wizard's First Rule, en het werd uitgegeven in 1994. De serie heeft wereldwijd miljoenen fans.

## Samenvatting van het boek
Richard Cypher doorzoekt het Westlandse bos om een verklaring te vinden voor de gruwelijke moord op zijn vader, en redt daar de knappe jonge vrouw Kahlan uit het Middenland, die door vier vreemde mannen wordt belaagd. Deze vertelt hem over de gevaarlijke vervaging van de grens tussen Middenland en Westland, waardoor de smet van toverij het Westland kan binnendringen. Ook vertelt ze over de problemen tussen Middenland en D’Hara, en over de man achter dit alles; Darken Rahl. Aan Richards grootvader Zedd meldt ze vervolgens dat Rahl de drie Kistjes van Orden in het spel heeft gebracht. Als grote tovenaar Zeddicus Zu’l Zorander ontdekt deze dat Rahl slechts twee Kistjes bezit. Hij benoemt Richard als nieuwe Zoeker, en geeft hem het zwaard van de Waarheid. Met hulp van de grenswacht Chase reizen ze vervolgens naar de grens, waar Richard en Kahlan de tovenaar en Chase achterlaten bij de tovenares Adie, omdat zij genezing nodig hebben na een aanval van zwarte gedaanten.
In Middenland belanden Richard en Kahlan bij het Moddervolk, waar Richard de vergadering van voorvaderlijke geesten bijeen brengt en hen vraagt naar het derde Kistje. De geesten verwijzen hem door naar de heks Shota, die hem vertelt dat Koningin Milena het derde Kistje heeft. Daar is Rahl inmiddels gearriveerd, en slaagt het meisje Rachel ternauwernood erin het Kistje in veiligheid te brengen. Ondertussen groeit de liefde tussen Richard en Kahlan, maar deze vertelt hem dat een volwaardige relatie tussen hen onmogelijk is omdat zij de biechtmoeder is, ofwel een belijdster, die de macht van ‘liefde’ heeft, waardoor ze iedereen overmeestert die ze ‘aanraakt’. Nadat Zedd zich bij hen heeft gevoegd, bezoeken zij Koningin Milena, waarna Rachel hen het derde Kistje geeft. 
Kort hierna wordt Richard overmeesterd door de Mord-Sith meesteres Denna, die hem ketent aan een halsband met de magie van haar Agiel, waarmee ze hem dwingt tot gehoorzaamheid. Ze overhandigt Richard vervolgens aan Rahl, die inmiddels het derde Kistje in handen heeft gekregen, dankzij het verraad van Richards broer Michael. Rahl heeft Richard nodig omdat deze de kennis bezit om de Kistjes correct te openen. De openingsceremonie wordt echter verstoord door de komst van Zedd en Kahlan. De biechtmoeder zet direct al haar kracht van bloedwoede in, maar beseft te laat dat ze niet Rahl maar Richard treft. Richard onderwerpt zich volledig aan Kahlan, die inmiddels net als Zedd niet meer bij machte is om iets te doen. In ruil voor de vrijheid van zijn 'meesteres' vertelt Richard vervolgens aan Rahl hoe hij de Kistjes moet openen. Rahl is ervan overtuigd dat Richard, die in de 'ban' van de biechtmoeder is, de waarheid spreekt, en volgt diens aanwijzingen nauwgezet op. Ten slotte opent Rahl het verkeerde kistje, waardoor zijn macht breekt. Dan vertelt Richard dat hij zich heeft afgesloten voor de aanraking van Kahlan; in 'liefde' heeft hij een manier gevonden om de ban van de biechtmoeder te breken. Tezamen met Kahlan verlaat hij het ceremonieterrein, waarna Zedd aan de stervende Rahl vertelt dat Richard zijn zoon is, verwekt uit de verkrachting van Rahl van Zedds dochter.

## De eerste wet van de tovenaar
Elk boek uit de serie onthult een van de wetten van de magie (al worden ze in dit boek de Wet van de Tovenaar genoemd). In het boek wordt de eerste wet onthuld:
'De Eerste Wet van de Tovenaar: mensen zijn dom.' Richard en Kahlan fronsten dieper. 'Mensen zijn dom; wanneer er een behoorlijke motivering is, zal bijna iedereen bijna alles geloven. Want mensen zijn dom; ze zullen een leugen geloven omdat ze willen geloven dat die waar is, of omdat ze bang zijn dat hij waar zou kunnen zijn. De hoofden van mensen zitten vol kennis, feiten en dingen die ze geloven, maar het meeste ervan is niet waar, toch denken ze dat het allemaal waar is. Mensen zijn dom: ze kunnen slechts zelden het verschil zien tussen een leugen en de waarheid, maar toch zijn ze ervan overtuigd dat ze het kunnen en daarom zijn ze nog gemakkelijker voor de gek te houden.

Vanwege de Eerste Wet van de Tovenaar hebben de oude tovenaars Belijdsters en Zoekers in het leven geroepen, als hulpmiddel om achter de waarheid te komen, wanneer die belangrijk genoeg is. Rahl kent de Wetten van de Tovenaar. Hij gebruikt de Eerste. Mensen hebben een vijand nodig om het gevoel te krijgen dat ze een doel hebben. Het is gemakkelijk om mensen te leiden wanneer ze doelbewust zijn. Doelbewustheid is veel belangrijker dan de waarheid. Feitelijk heeft waarheid hier niets mee te maken. Darken Rahl verschaft hun een andere vijand dan hemzelf, een gevoel van doelbewustheid. Mensen zijn dom; ze willen geloven, dus doen ze dat.'— Het zwaard van de waarheid, hoofdstuk 36.